# Зауэр, Эмиль фон
Эми́ль фон За́уэр (нем. Emil von Sauer; 8 октября 1862, Гамбург — 27 апреля 1942, Вена) — немецкий и австрийский пианист, композитор и музыкальный педагог.

## Биография
Эмиль фон Зауэр родился 8 октября 1862 года в Гамбурге. Первые уроки музыки получил от матери, затем учился у Людвига Деппе, в 1879 поступил в Московскую консерваторию в класс Н. Г. Рубинштейна. После его смерти в 1881 году пытался начать сольную карьеру, но, встретив весьма сдержанный приём у публики, продолжил обучение.
В 1884―1885 совершенствовался у Ференца Листа в Веймаре, после чего с успехом дебютировал в Берлине с Пятым концертом Бетховена и Концертом Гензельта, снискав славу выдающегося пианиста-виртуоза.
Зауэр много гастролировал в разных городах Европы, в 1896 ― в России, с 1901 по 1907 вёл преподавательскую деятельность в Классах высшего мастерства фортепианной игры при консерватории в Вене, затем несколько лет жил и работал в Дрездене, но в 1915 вернулся на предыдущий пост. В 1917 г. был возведён в дворянское достоинство Австро-Венгерской империи, получив приставку «фон» к фамилии.

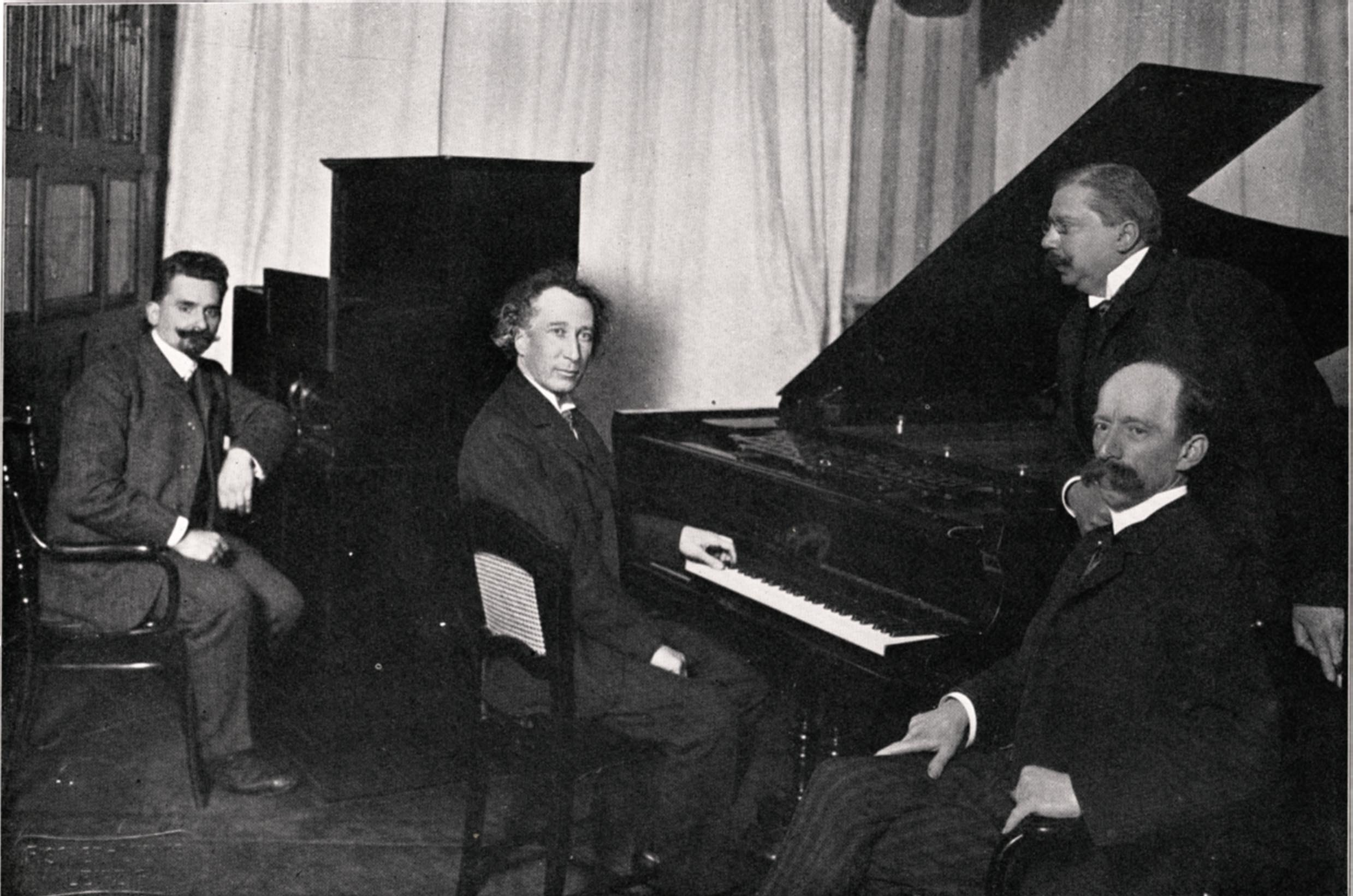
Зауэр играет на записи для Welte-Mignon, 1905

Зауэр выступал и преподавал до 1936 года, оставшиеся годы жизни провёл в Вене. В 1938 году входил в состав жюри Конкурса имени Изаи в Брюсселе; его выступление в приуроченном к конкурсу концерте высоко оценил Генрих Нейгауз как проведённое «прекрасно, молодо, бодро, с огнём» (игрался фортепианный концерт Шумана).
Среди учеников Зауэра ― Уэбстер Эйткин, Любка Колесса, Элли Ней, Стефан Ашкенази, Изольда Альгримм и многие другие известные пианисты последующих лет. В 1901 г. он опубликовал мемуарную книгу «Мой мир» (нем. Meine Welt).
Зауэр ― пианист-виртуоз, обладавший блестящей техникой исполнения, темпераментом и поэтическим вдохновением. Он сделал ряд записей, среди которых выделяются два концерта Листа. Собственные сочинения Зауэра включают два фортепианных концерта, две сонаты, концертные этюды и множество других пьес для фортепиано. Первый концерт Зауэра был записан для известного проекта «Романтические фортепианные концерты» пианистом Стивеном Хафом; в дальнейшем запись полного собрания фортепианных сочинений Зауэра была осуществлена Олегом Маршевым. Под редакцией Зауэра напечатаны произведения И. Брамса, Д. Скарлатти, Ф. Листа, Ф. Шопена.
Эмиль фон Зауэр умер 29 апреля 1942 года в Вене. Его именем названы улицы в Гамбурге (Von-Sauer-Straße) и Вене (Sauergasse).
Зауэр был дважды женат, в первый раз на Алисе Нанетте Эльб (1865—1939), внучке известного гомеопата Пауля Вольфа (1795—1857); один из его сыновей от первого брака, также Эмиль фон Зауэр (1889—1967), стал видным адвокатом, руководителем адвокатских объединений ФРГ в 1940-50-е гг. Вторым браком Зауэр женился в 1939 г. на своей ученице, 28-летней мексиканской пианистке Анхелике Моралес, успевшей родить ему двух сыновей.